# Edwaldo Eduardo Camargo
Edwaldo Eduardo Camargo (Guaxupé, 28 de maio de 1938 — São Paulo, 4 de março de 2016) foi um médico nuclear, pesquisador e professor brasileiro, reconhecido por sua trajetória acadêmica e profissional. Atuou em instituições de ensino e pesquisa como Universidade Johns Hopkins, Universidade de São Paulo (USP) e Universidade Estadual de Campinas (Unicamp), e em sociedades científicas como Sociedade Brasileira de Medicina Nuclear (SBMN) e Associação Latino-Americana de Sociedades de Biologia e Medicina Nuclear (ALASBIMN).
Em 1993, realizou a primeira transmissão de imagens nucleares no Brasil, de Campinas (SP) para Belo Horizonte (MG), durante o XV Congresso de Medicina Nuclear. Adquiriu, em 1999, a primeira imagem de FDG- 18 F no País, em um dual-head SPECT câmara de alta energia, e, em 2002, a primeira imagem de FDG- 18 F PET/CT na América Latina, para o Hospital Sírio Libanês.

## Carreira
O Professsor Edwaldo Camargo entrou na Faculdade de Medicina da Universidade de São Paulo (FMUSP) em 1959. Fez residência em Clínica Médica no Hospital das Clínicas, de 1964 a 1966, quando passou a atuar no Centro de Medicina Nuclear. Defendeu tese de doutorado sobre renograma e cintilografia renal em 1971.
Mudou-se para Baltimore, nos Estados Unidos, onde atuou como fellow na Medicina Nuclear da Universidade Johns Hopkins de 1973 a 1975, sendo supervisionado por Henry Wagner, um dos maiores especialistas no assunto àquela época.
Voltou para o Brasil, onde passou a integrar novamente o Centro de Medicina Nuclear da FMUSP, como médico pesquisador em 1976, ano em que também foi nomeado Chefe do Departamento Básico de Patologia Clínica e Cirúrgica e Professor Titular de Biofísica e Medicina Nuclear, da Faculdade de Ciências Médicas de Santos, São Paulo.
Retornou para Baltimore (EUA), para atuar como professor assistente da Universidade Johns Hopkins, além de acumular a função de diretor clínico de Medicina Nuclear, em 1977. Foi nomeado Diretor Clínico da Divisão de Medicina Nuclear do Departamento de da Universidade Johns Hopkins, em 1980, e Professor Titular associado do Departamento de Radiologia.
Novamente, voltou para o Brasil em 1982, reassumindo a direção do Centro de Medicina Nuclear da FMUSP, além de ocupar a mesma função no Instituto do Coração (InCor), onde implementou a Cardiologia Nuclear.
Em sua terceira estada na Universidade Johns Hopkins, atuou, entre 1986 e 1991, como Professor Adjunto de Radiologia, Diretor Associado e Diretor Clínico da Divisão de Medicina Nuclear.
Para assumir o cargo de diretor do Serviço de Medicina Nuclear do Hospital das Clínicas da Unicamp, retornou ao Brasil em 1991. No País, chegou ao cargo de presidente da Sociedade Brasileira de Medicina Nuclear (SBMN) em 1992, mantendo-se na função até 1996.
Conquistou o posto de presidente da Associação Latino-Americana de Sociedades de Biologia e Medicina Nuclear (ALASBIMN), permanecendo de 1996 a 1997. Nesse ano, também passou a atuar como Diretor da Divisão de Imaginologia do Hospital das Clínicas e Chefe do Departamento de Radiologia da Faculdade de Ciências Médicas, ambos na Unicamp.
Assumiu, em 2002, o posto de chefe do Departamento de Medicina Nuclear do Hospital Sírio-Libanês, em São Paulo.
- 1959 – 1963:

Graduando em Medicina – FMUSP, Brasil
- 1964 – 1966:

Residente em Clínica Médica – FMUSP, Brasil
- 1970 – 1971:

Doutorando em Medicina – FMUSP, Brasil
- 1973 – 1975:

Fellow em Medicina Nuclear - Universidade Johns Hopkins, EUA
- 1976 – 1977:

Médico pesquisador – FMUSP, Brasil
Chefe do Departamento de Patologia Clínica e Cirúrgica - Faculdade de Ciências Médicas de Santos (Brasil) 
Professor de Biofísica e Medicina Nuclear - Faculdade de Ciências Médicas de Santos (Brasil)
- 1977 – 1982:

Professor Assistente - Universidade Johns Hopkins, EUA
Diretor Clínico de Medicina Nuclear - Universidade Johns Hopkins, EUA
Professor Titular do Departamento de Radiologia - Universidade Johns Hopkins, EUA
- 1982 – 1986:

Diretor de Medicina Nuclear – FMUSP, Brasil
Diretor de Medicina Nuclear – InCor, Brasil
- 1986 – 1991:

Professor Adjunto de Radiologia - Universidade Johns Hopkins, EUA
Diretor Associado - Universidade Johns Hopkins, EUA
Diretor Clínico de Medicina Nuclear - Universidade Johns Hopkins, EUA
- 1991 - 2008:

Diretor, Medicina Nuclear – Unicamp, Brasil
Diretor, Imaginologia – Unicamp, Brasil
Chefe do Departamento de Radiologia – Unicamp, Brasil
- 1992 – 1996: Presidente da SBMN
- 1996 – 1997: Presidente da ALASBIMN
- 2002 – 2008: Chefe da Medicina Nuclear - Hospital Sírio-Libanês, Brasil

## Medicina Nuclear
O Professor Edwaldo Camargo tornou-se um dos expoentes da Medicina Nuclear, disciplina cujo desenvolvimento acompanhou no Brasil, América Latina e Estados Unidos. No ano em que
ingressou na Faculdade de Medicina, em 1959, foram implementadas as matérias de Biofísica e Medicina Nuclear na USP. No tema de sua tese de doutorado, já demonstrava interesse pela área.
Em um dos maiores centros de pesquisa em saúde da América do Norte, a Universidade Johns Hopkins em Baltimore nos Estados Unidos (EUA), começou como fellow na Medicina Nuclear, em 1973. Na mesma universidade, entre as idas e vindas do Brasil, chegou a ser professor assistente e diretor clínico na Medicina Nuclear. Em 1988, uma de suas grandes conquistas foi conseguir uma das primeiras câmaras Hitachi de quatro cabeças para a Universidade. Por meio dos estudos cerebrais que o equipamento possibilitava, desenvolveu trabalhos em Psiquiatria, Neurologia e Neurocirurgia.
Também atuou em duas das principais universidades brasileiras, onde realizou grandes feitos para a especialidade. Foi diretor do Centro da de Medicina Nuclear na USP. No início dos anos 1980, quando havia grande dificuldade no País de acessar os elementos químicos radioativos necessários para a realização dos exames, desenvolveu na USP a preparação e distribuição nacional desses elementos, principalmente do Tálio-201 e Gálio-67. Também implantou a técnica BACTEC da Universidade Johns Hopkins, que possibilitava o diagnóstico rápido de microbactérias, disponibilizando-a comercialmente para todo o País.
Foi médico pesquisador, professor titular e diretor de serviço de Medicina Nuclear e Radiologia, na Unicamp. Em 1991, instituiu o Curso de Especialização em Medicina Nuclear, que tinha dois anos de duração. Foi o responsável por implantar, na Divisão de Medicina Nuclear, os equipamentos de SPECT, laboratório in vitro, modernizando ainda a Divisão de
Radiologia inclusive implementando a Ressonância Magnética. Em 1993, realizou a primeira transmissão de imagens nucleares no País, de Campinas (SP) para Belo Horizonte (MG), fato que ocorreu durante o XV Congresso Brasileiro de Medicina Nuclear.
Três anos depois, foi o responsável por instituir a Residência em Medicina Nuclear na mesma universidade, obtendo aprovação pela Comissão Nacional de Residência Médica. Nesse período, encarregou-se de promover 12 reuniões pelo Brasil para promover a educação continuada na área. Em 1997, começou a montagem de um Laboratório de Dosagens in Vitro,
por meio de recursos da Fundação de Amparo à Pesquisa do Estado de São Paulo (Fapesp). Trabalhou para que a Unicamp adquirisse, em 1999, a primeira imagem de FDG- 18 F no País em um dual-head SPECT câmara de alta energia.
Trabalhou, ainda, em outras renomadas instituições de saúde do País, como o Hospital Sírio-Libanês, onde foi um dos responsáveis por adquirir a primeira imagem de FDG- 18 F PET/CT na América Latina. E esteve à frente de duas das principais sociedades científicas da área na América Latina: SBMN e ALASBIMN.
Nos 36 anos que se dedicou à Medicina Nuclear, Camargo publicou mais de 200 trabalhos científicos, mais de 35 capítulos de livros, ministrou mais de 200 aulas e cursos, apresentou mais de 500 trabalhos em congressos científicos, participou de mais de 400 simpósios, mesas- redondas, seminários, palestras e conferências, e de 45 bancas examinadoras de teses e concursos, além de incontáveis reuniões de educação continuada da especialidade 1 . Ademais, participou do Conselho Editorial de diversos periódicos, como o Journal of Nuclear Medicine.
O legado de Camargo permanece por meio dos profissionais com quem contribuiu na formação, tendo treinado mais de 120 residentes de Medicina Nuclear nos Estados Unidos e Brasil, inclusive sua filha, Elba Cristina Sá de Camargo Etchebehere.
O Professor Edwaldo Camargo integrava o corpo clínico e a Diretoria do Grupo MND Medicina Nuclear, com serviços no estado de São Paulo, Sul de Minas e Rio de Janeiro. Graças à sua atuação, a MND há 15 anos, realiza anualmente Simpósios dedicados em Medicina Nuclear e hoje o evento é denominado Simpósio Professor Edwaldo Camargo 2 , trazendo especialistas de diversas partes do Brasil e do mundo para discutir novidades em diagnóstico e tratamento na Medicina Nuclear.

## Prêmios e homenagens
Camargo ganhou, juntamente com o Dr. Steven Larson, um prêmio pelo estudo sobre a detecção da atividade metabólica da Mycobacterium leprae, no 1º Congresso Mundial de
Medicina Nuclear, que aconteceu em 1974, em Tóquio, Japão. Também recebeu 15 prêmios em pesquisa durante toda a sua trajetória.
Em 30 de abril de 2008, quando se despediu da vida acadêmica, recebeu uma grande homenagem da Faculdade de Ciências Médicas da Unicamp 3 , inclusive com ex-alunos oriundos de todo o Brasil e colegas Médicos Nucleares estrangeiros para o prestigiar.
Em 2016, foi homenageado postumamente no European Journal of Nuclear Medicine and Molecular Imaging, no qual era membro do corpo editorial. Também há todos os anos
homenagem póstuma ao Professor Edwaldo Camargo no Congresso Americano de Medicina Nuclear (The Society of Nuclear Medicine) no qual também era membro.
Foi mencionado no periódico como o mais distinto médico nuclear na América Latina, professor apaixonado, com qualidades didáticas herdadas de Henry Wagner e influente interlocutor quando esteve à frente de sociedades científicas, favorecendo o desenvolvimento da especialidade na América do Sul e estabelecendo uma rede de contatos com sociedades irmãs da Europa, América do Norte e Ásia 4 . E ainda foi lembrado, após sua morte, por outras instituições onde trabalhou 5,6 .

## Morte e Homenagens
O Dr. Edwaldo Camargo morreu às 19h de uma sexta-feira, 4 de março de 2016. Ele era admirado por colegas do Brasil e de várias partes do mundo. Um de seus muitos alunos de residencia deixou a seguinte mensagem após sua morte: “Para ser um professor não basta querer ser um professor….você precisa nascer para ser um professor. Você precisa inspirar nas pessoas os sentimentos que elas nunca descobririam sozinhas…o melhor deles é o prazer pelo estudo…” Em setembro de 2016, o Professor Raul Cutait, cirurgião do Hospital Sírio-Libanês, professor associado do Departamento de Cirurgia da Faculdade de Medicina da Universidade de São Paulo e membro da Academia Nacional de Medicina escreveu um artigo em homenagem ao Dr. Edwaldo Camargo. O artigo foi publicado na Revista Viver 8 (Página 7).

## Vida pessoal
Camargo se casou, em 1967, com Elba Neisa Sá de Camargo, e juntos tiveram três filhos: Elba Cristina, Eduardo Felipe e Érica Cristina.